# Gundlachia truncata
Gundlachia truncata là một loài thực vật có hoa trong họ Cúc. Loài này được (G.L.Nesom) Urbatsch & R.P.Roberts mô tả khoa học đầu tiên năm 2004.